# Fenoksaprop
Fenokaprop  je ariloksifenoksi-propionat čija djelatna tvar izaziva inhibiciju enzima ACCase odgovornog za sinteze lipida neophodnih u izgradnji staničnih membrana i to isključivo kod trava. Biljka apsorbira pripravak već jedan do tri sata nakon nanošenja tako da je otporan na padaline i ne smanjuje mu se herbicidni učinak.
Pripravak je namijenjen za suzbijanje jednogodišnjih i višegodišnjih trava u usjevima i to određenih kao što su: šećerna repa, suncokret i soja.
Ne suzbija određene biljke kao što su na primjer: Agropyron repens, Bromus spp., Cynodon dactylon, Festuca spp., Lolium multiflorum, Lolium perenne, Poa annua i Poa pratensis.